# 包姚区
包姚区（匈牙利語：Bajai járás），是匈牙利巴奇-基什孔州的一个区，总面积1,008.80平方公里，总人口66,501人（2011年），人口密度66人/平方公里。中心城市为包姚。

## 市镇
包姚区包含一个城镇、一个大村和15个村庄。